# Kalinovac (Koprivnica-Križevci)
Pour les articles homonymes, voir Kalinovac.
Kalinovac est un village et une municipalité située dans le Comitat de Koprivnica-Križevci, en Croatie. Au recensement de 2001, la municipalité comptait 1 725 habitants, dont 99,25 % de Croates et le village seul comptait 1 573 habitants.

## Localités
La municipalité de Kalinovac compte 3 localités :
- Batinske
- Kalinovac
- Molvice